# 佩雷古
佩雷古（法語：Peyregoux）是法国南部-比利牛斯大区 塔恩省的一个市镇，属于卡斯特尔区 洛特勒县。该市镇2009年时的人口 为80人。

## 人口
佩雷古人口变化图示
| 数据来源：INSEE |